# Villamiroglio
Villamiroglio (Vilamireu in Piedmontese) là một đô thị ở tỉnh Alessandria trong vùng Piedmont của Italia, có vị trí cách khoảng 35 km về phía đông của Torino và khoảng 45 km về phía tây bắc của Alessandria. Tại thời điểm ngày 31 tháng 12 năm 2004, đô thị này có dân số 336 người và diện tích là 9,7 km².
Villamiroglio giáp các đô thị: Cerrina Monferrato, Gabiano, Moncestino, Odalengo Grande, và Verrua Savoia.